# Flandreau
Flandreau és una població dels Estats Units a l'estat de Dakota del Sud. Segons el cens del 2000 tenia 2.376 habitants.

## Demografia
Segons el cens del 2000, Flandreau tenia 2.376 habitants, 986 habitatges, i 605 famílies. La densitat de població era de 530,3 habitants per km².
Dels 986 habitatges en un 30,5% hi vivien nens de menys de 18 anys, en un 43,6% hi vivien parelles casades, en un 12,7% dones solteres, i en un 38,6% no eren unitats familiars. En el 34,3% dels habitatges hi vivien persones soles el 18,5% de les quals corresponia a persones de 65 anys o més que vivien soles. El nombre mitjà de persones vivint en cada habitatge era de 2,35 i el nombre mitjà de persones que vivien en cada família era de 2,96.
Per edats la població es repartia de la següent manera: un 26,4% tenia menys de 18 anys, un 8,7% entre 18 i 24, un 24,2% entre 25 i 44, un 20% de 45 a 60 i un 20,8% 65 anys o més.
L'edat mediana era de 38 anys. Per cada 100 dones de 18 o més anys hi havia 84,1 homes.
La renda mediana per habitatge era de 31.090 $ i la renda mediana per família de 40.272 $. Els homes tenien una renda mediana de 26.369 $ mentre que les dones 19.738 $. La renda per capita de la població era de 15.895 $. Entorn del 9,8% de les famílies i el 12,2% de la població estaven per davall del llindar de pobresa.

## Poblacions més properes
El següent diagrama mostra les poblacions més properes.